# Норвич (Охајо)
Норвич (енгл. Norwich) град је у америчкој савезној држави Охајо.

## Демографија
По попису из 2010. године број становника је 102, што је 11 (-9,7%) становника мање него 2000. године.
| Група             | 2000.       | 2010.        |
| Белци             | 112 (99,1%) | 102 (100,0%) |
| Афроамериканци    | 0 (0,0%)    | 0 (0,0%)     |
| Азијати           | 0 (0,0%)    | 0 (0,0%)     |
| Хиспаноамериканци | 0 (0,0%)    | 0 (0,0%)     |
| Укупно            | 113         | 102          |